# هرشي
هرشي هي مدينة في ولاية بنسلفانيا في الولايات المتحدة الأمريكية. وهي منطقة فردية ومكان مخصص للتعداد السكاني (CDP) في ديري تاونشيب، مقاطعة دوفين، بنسلفانيا، الولايات المتحدة. وتعرف بأنها موطن شركة هيرشي التي أسسها قطب الحلوى ميلتون إس هيرشي.
يقع المجتمع على بعد 14 ميلاً (23 كم) شرق هاريسبرج وهو جزء من منطقة هاريسبرج كارلايل متروبوليتان الإحصائية. لا تتمتع هيرشي بأي وضع قانوني كبلدية مسجلة، وتقدم بلدة ديري جميع خدماتها البلدية. كان عدد سكانها 14257 في تعداد 2010.

## الموقع الجغرافي
الموقع الجغرافي للمناطق المحيطة بهذه النقطة هو كالتالي:
تقع هيرشي في جنوب شرق مقاطعة دوفين، في الأجزاء الوسطى والشرقية من بلدة ديري. يحدها من الشرق بالمديل (أيضًا في ديري تاونشيب) وكامبلتاون (في جنوب لندنديري تاونشيب، مقاطعة لبنان). إلى الغرب من هامليستاون. يقع أكثر من نصف سكان بلدة ديري ضمن منطقة هيرشي CDP.
وفقًا لمكتب الإحصاء الأمريكي تبلغ مساحة هيرشي 14.4 ميلًا مربعًا (37.3 كيلومترًا مربعًا)، منها 14.4 ميلًا مربعًا (37.2 كيلومترًا مربعًا) أرضًا و 0.058 ميلًا مربعًا (0.15 كيلومتر مربع) أو نسبة 0.41٪ ماء.

## الدراسة الإحصائية للسكان (الديموغرافيا)

### 2010
بحسب تعداد 2010 كان هناك 14257 شخصًا يعيشون هناك. تتكون هيرشي من 83.5٪ بيض، 6.6٪ آسيوي، 6.2٪ أمريكي من أصل أفريقي، و 3.5٪ من فئات أخرى. 3.4٪ عُرفوا بأنهم من أصل اسباني أو لاتيني.

### 2000
بحسب التعداد لعام 2000 كان هناك 12771 شخصًا، 5451 أسرة و 3297 عائلة مقيمة في CDP. كانت الكثافة السكانية 886.5 نسمة لكل ميل مربع (342.2 / كم 2). كان هناك 5887 وحدة سكنية بمتوسط كثافة 408.7 / ميل مربع (157.7 / كم 2). كان التركيب العرقي لـ CDP أبيض91.07٪، 2.12٪ أمريكي من أصل أفريقي، 0.06٪ أمريكي أصلي، 4.87٪ آسيوي، 0.01٪ جزر المحيط الهادئ، 0.49٪ من أعراق أخرى، و 1.38٪ من عرقين أو أكثر. و 1.55 ٪ من السكان من أصل اسباني أو لاتيني.
كان هناك 5,451 أسرة، 24.8٪ منها لديها أطفال تقل أعمارهم عن 18 عامًا يعيشون معهم، و 50.9٪ من الأزواج الذين يعيشون معً، و 7.1٪ ربة منزل بدون زوج، و 39.5٪ بدون عائلات. 33.7٪ من جميع الأسر مكونة من أفراد، و 16.2٪ لديهم شخص يعيش بمفرده يبلغ من العمر 65 عامًا أو أكثر. كان متوسط حجم الأسرة 2.22 ومتوسط حجم العائلة 2.86.
في CDP انتشر السكان بنسبة 20.3 ٪ تحت سن 18، 7.4 ٪ من 18 إلى 24، 27.0 ٪ من 25 إلى 44، 21.8 ٪ من 45 إلى 64، و 23.5 ٪ من الذين بلغوا 65 عامًا أو أكبر سنا. كان متوسط العمر 42 سنة. لكل 100 أنثى هناك 86.3 ذكر. لكل 100 أنثى من سن 18 وما فوق هناك 82.1 ذكر.
كان متوسط الدخل للأسرة 45,098 دولارًا، ومتوسط الدخل للعائلة 63,385 دولارًا. كان للذكور متوسط دخل قدره 42,013 دولارًا مقابل 31,086 دولارًا للإناث. كان نصيب الفرد 28487 دولار. حوالي 3.8٪ من الأسر و 6.9٪ من السكان كانوا تحت خط الفقر بما في ذلك 6.9٪ ممن تقل أعمارهم عن 18 عامًا و 4.7٪ من أولئك الذين يبلغون 65 عامًا أو أكثر.

## النقل
يمر طريق الولايات المتحدة 422 (شارع الشوكولاتة) عبر وسط هيرشي، ويمر طريق الولايات المتحدة رقم 322 جنوب المركز. ويندمج الطريقان السريعان في الطرف الغربي من هيرشي عند تقاطع مع طريق بنسلفانيا 39. تقود الولايات المتحدة 422 شرقًا 43 ميلاً (69 كم) إلى ريدينغ، بينما تقود الولايات المتحدة 322 جنوب شرق 28 ميلاً (45 كم) إلى إفراتا والغرب 15 ميلاً (24 كم) إلى هاريسبرج عاصمة الولاية. يوفر الطريق 39 الوصول إلى هيرشي بارك وشوكليت وورلد الواقع في الجزء الشمالي من CDP ويستمر شمالًا على بعد 6 أميال (10 كم) إلى الطريق السريع 81 في سكاي لاين فيو.

يمكن الوصول إلى هيرشي عبر مطار هاريسبرج الدولي على بعد حوالي 12 ميلاً (19 كم) إلى الجنوب الغربي. توفر خدمة كيستون التابعة لشركة أمتراك خدمة سكة حديد متكررة إلى المدن القريبة من ميدلتاون (9 أميال)، هاريسبرج (13 ميلاً) ومحطة إليزابيث تاون أمتراك (11 ميلاً)، بالإضافة إلى نهايتها الشرقية في فيلادلفيا (95 ميلاً). بينما توفر CAT و LT (المعروفة سابقًا باسم COLT) خدمة الحافلات.
من عام 1944 إلى عام 1981 كان لهيرشي مطار طيران عام صغير خاص بها في الحديقة الأمامية لمدرسة ميلتون هيرشي المتوسطة.

## المناخ
تتمتع هيرشي بمناخ قاري رطب كما هو شائع جدًا في ولاية بنسلفانيا. يمكن أن تصل درجات الحرارة إلى 95 درجة فهرنهايت في الصيف، وتنخفض إلى أقل من 20 درجة فهرنهايت في الشتاء. مناطق الصلابة هي 6 ب و 7 أ.
يظهر الجدول التالي التغييرات المناخية على مدار السنة لهرشي:
| البيانات المناخية لـهرشي          | البيانات المناخية لـهرشي | البيانات المناخية لـهرشي | البيانات المناخية لـهرشي | البيانات المناخية لـهرشي | البيانات المناخية لـهرشي | البيانات المناخية لـهرشي | البيانات المناخية لـهرشي | البيانات المناخية لـهرشي | البيانات المناخية لـهرشي | البيانات المناخية لـهرشي | البيانات المناخية لـهرشي | البيانات المناخية لـهرشي | البيانات المناخية لـهرشي |
| الشهر                             | يناير                    | فبراير                   | مارس                     | أبريل                    | مايو                     | يونيو                    | يوليو                    | أغسطس                    | سبتمبر                   | أكتوبر                   | نوفمبر                   | ديسمبر                   | المعدل السنوي            |
| --------------------------------- | ------------------------ | ------------------------ | ------------------------ | ------------------------ | ------------------------ | ------------------------ | ------------------------ | ------------------------ | ------------------------ | ------------------------ | ------------------------ | ------------------------ | ------------------------ |
| متوسط درجة الحرارة الكبرى °ف (°م) | 36 (2)                   | 40 (4)                   | 44 (7)                   | 62 (17)                  | 71 (22)                  | 80 (27)                  | 84 (29)                  | 82 (28)                  | 75 (24)                  | 64 (18)                  | 52 (11)                  | 40 (4)                   | 61 (16)                  |
| متوسط درجة الحرارة الصغرى °ف (°م) | 20 (−7)                  | 23 (−5)                  | 29 (−2)                  | 39 (4)                   | 48 (9)                   | 58 (14)                  | 62 (17)                  | 61 (16)                  | 53 (12)                  | 42 (6)                   | 33 (1)                   | 25 (−4)                  | 41 (5)                   |
| الهطول إنش (مم)                   | 2.96 (75)                | 2.77 (70)                | 3.34 (85)                | 3.68 (93)                | 4.10 (104)               | 4.15 (105)               | 4.56 (116)               | 3.64 (92)                | 3.93 (100)               | 3.49 (89)                | 3.49 (89)                | 3.34 (85)                | 43.45 (1٬103)            |
| المصدر:                           |                          |                          |                          |                          |                          |                          |                          |                          |                          |                          |                          |                          |                          |

## أعلام
- جورج م. ليدر
- تشارلز س. شريدر
- راسيل دايموند
- جي. إف. غونزاليس
- ستيفن باسكوال
- سكوت كامبل
- ديف فارجيك
- جاي تايلور
- ميلتون إس. هيرشي
- ليه بيل

## نقاط مثيرة للاهتمام

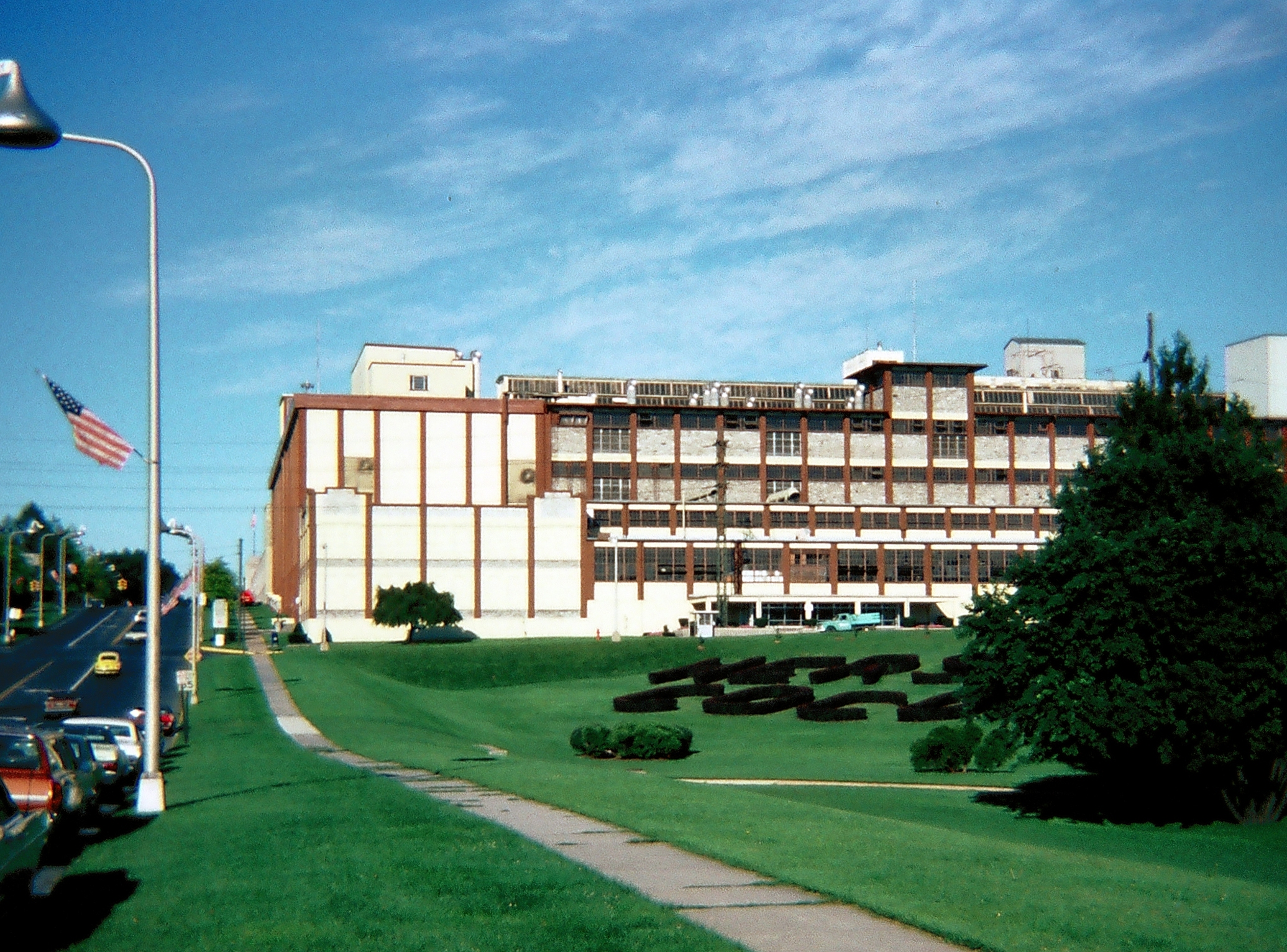
مصنع هيرشي شوكليت 1976.

تعد موطنًا لشركة هيرشي التي تصنع هيرشي بار الشهير وهيرشي كيسيز وهي الشركة الأم لشركة الحلوى إتش بي ريس وهي الشركة التي تنتج ريسز. تم إغلاق مصنع هيرشي شوكليت الأصلي الواقع في وسط المدينة على طول شارع الشوكولاتة في عام 2012 بسبب ارتفاع تكاليف التشغيل. وعلى الرغم من هدم العديد من مباني المصنع السابقة فقد تم تحويل العديد منها إلى مساحات مكتبية حديثة.
تقع كلية طب جامعة ولاية بنسلفانيا ومدرسة مليتون هيرشي للشباب المعدومين أيضًا في هيرشي.
هيرشي هي أيضًا موطن لأربعة ملاعب غولف من الطراز العالمي، بالإضافة إلى عدد قليل من المتاحف، وفندق هيرشي، ومنتجع صحي فخم.
يستضيف ملعب هيرشي بارك الحفلات الموسيقية والأحداث الرياضية بسعة 30 ألف متفرج. وهو أيضًا مكان إقامة لعبة كوكا بين بين فريقي كرة القدم في مدرسة هيرشي هاي سكول وميلتون إس هيرشي هاي سكول.

## في الثقافة الشعبية
تلعب هيرشي بارك دورًا كبيرًا في حلقة أميريكان داد «ماي ذا بيست ستان وين» حيث يجب على ستان محاربة استنساخه السايبورغ من أجل عاطفة زوجته فرانسين. حتى أن هناك عددًا موسيقيًا يسمى «في هيرشي بارك» غناه جوقة من المطربين الاحتياطيين في الحديقة.
في حلقة من ذا سيمبسونز بعنوان «هومر لاند»، يقول هومر: "لم أصلي أبدًا لمدينة في حياتي وإذا فعلت ذلك فستكون هيرشي، بنسلفانيا."
ذُكرت أيضًا في المسلسل التلفزيوني الطبيب الجيد، حيث تنتقل ليا (التي تلعبها بايج سبارا) إلى هيرشي بنسلفانيا للعمل في ورشة هياكل السيارات الخاصة بعائلتها.